# Буи-Люксембург
Буи-Люксембу́рг (фр. Bouy-Luxembourg) — коммуна во Франции, находится в регионе Шампань — Арденны. Департамент — Об. Входит в состав кантона Пине. Округ коммуны — Труа.
Код INSEE коммуны — 10056.
Коммуна расположена приблизительно в 150 км к востоку от Парижа, в 65 км южнее Шалон-ан-Шампани, в 17 км к северо-востоку от Труа.

## Население
Население коммуны на 2008 год составляло 207 человек.
| 1962 | 1968 | 1975 | 1982 | 1990 | 1999 | 2006 | 2008 |
| ---- | ---- | ---- | ---- | ---- | ---- | ---- | ---- |
| 170  | 181  | 150  | 156  | 169  | 160  | 183  | 190  |

## Экономика
В 2007 году среди 129 человек в трудоспособном возрасте (15—64 лет) 89 были экономически активными, 40 — неактивными (показатель активности — 69,0 %, в 1999 году было 71,8 %). Из 89 активных работали 83 человека (46 мужчин и 37 женщин), безработных было 6 (2 мужчины и 4 женщины). Среди 40 неактивных 11 человек были учениками или студентами, 15 — пенсионерами, 14 были неактивными по другим причинам.

## Достопримечательности
- Церковь Сен-Лу (XVI век). Памятник истории с 1980 года[3]